# Stiby backe
Stiby backe är ett naturreservat och Natura 2000-område på Listerlandet i Sölvesborgs kommun, Blekinge.

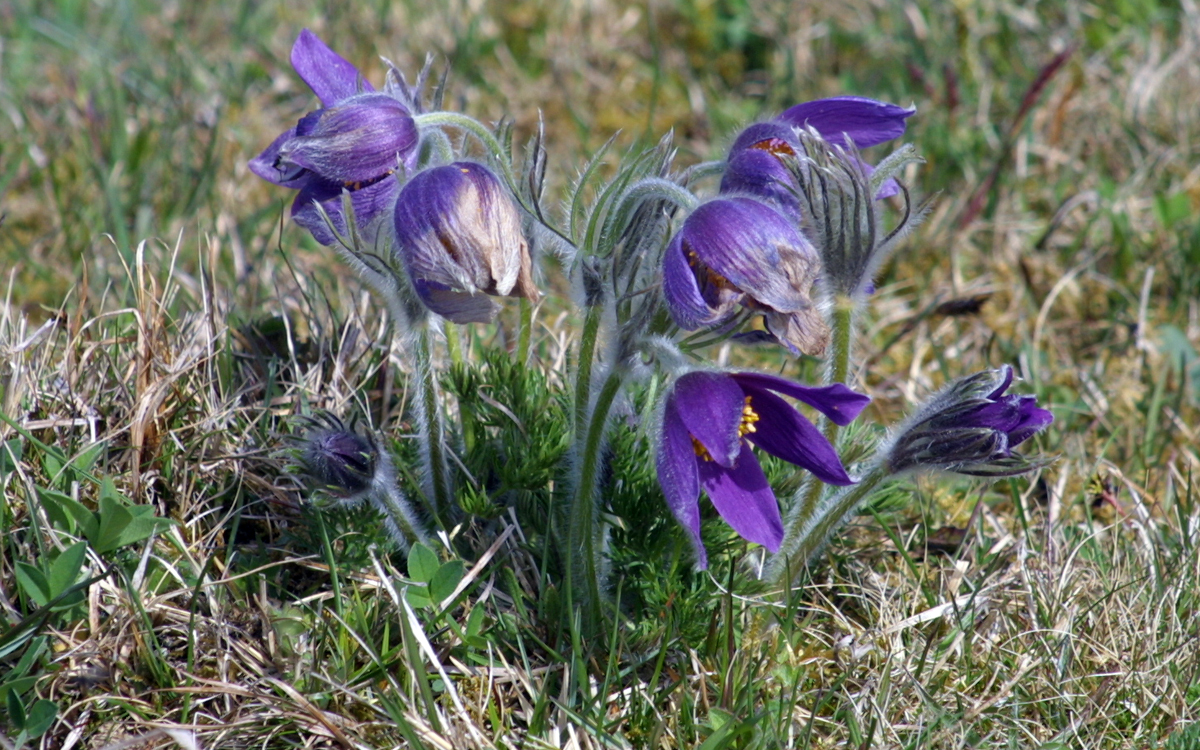
Backsippor vid Stiby backe

Stiby backe består av ett 70 meter högt restberg. Kring bergets kärna av granit har under istiden avsatts en 4 kilometer lång drumlin. Naturen består av buskrika betesmarker, torrmängar och på östra sidan ekskogar samt Sveriges största bestånd av avenbok. I lövskogen återfinner man blomsterarter som gulsippor, underviol, nunneört, sårläka, desmeknopp och Sankt Pers nycklar. På Torrängarna återfinns johannesört, åkervädd, backtimjan, monke, solvända och backsippa.
Bland områdets fågelarter märks särskilt näktergalen, men även stenknäcken häckar här, och höksångaren kan återfinnas här.